# Lucie Aubrac
Lucie Aubrac (Mâcon, 29 de Junho de 1912 - Issy-les-Moulineaux, 14 de Março de 2007) foi uma professora francesa, atuou ativamente na Resistência Francesa durante a ocupação nazi da França.

## Primeiros anos
Lucie Aubrac nasceu Lucie Bernard, filha de um viticultor da região da Borgonha. Desde jovem, militou na Juventude Comunista, formou-se em História, exercendo a profissão de professora em Estrasburgo. Em 1939 casou com Raymond Samuel (nascido em 1914) o qual ela conhecera em Estrasburgo. Raymond Samuel seria conhecido durante e depois da Segunda Guerra Mundial como Raymond Aubrac, uma vez que "Samuel" era um nome judeu, e nessa época os alemães perseguiam todos os que tivessem origens judias.

## Resistência Francesa e fuga para o Reino Unido
Depois da queda da França, Lucie juntou-se ao grupo de Resistência, Libération-sud, em Lyon, depois deste ser formado pelo seu marido. Mais tarde, seguiu-o para o grupo de Charles Delestraint. Em Agosto de 1940, organizou a primeira fuga de Samuel da prisão de Sarrebourg, no leste da França. No mesmo ano, organizou com o jornalista Emmanuel d´Astier um pequeno grupo clandestino, «A Última Coluna», e criou um jornal intitulado Libération, que também circulava na clandestinidade.
A partir de Novembro de 1942, dirigiu um comando que organizava fugas de detidos ligados à resistência e, em Maio de 1943, conseguiu libertar o marido, detido dois meses antes.
No dia 21 de Junho de 1943, a Gestapo capturou Raymond juntamente com Jean Moulin, um dos líderes da Resistência, e outros dez activistas. Foi então levado para a prisão de Montluc. Lucie e os seus camaradas resgataram Raymond e treze outros membros da Resistência no dia 21 de Outubro de 1943, durante uma transferência de presos. Em Fevereiro de 1944, sabendo que era procurada intensamente pela polícia política nazi, a Gestapo, fugiu para Londres com o marido, um filho pequeno e grávida da sua filha. O nome Aubrac foi o último pseudónimo que usaram antes de voar para o Reino Unido e o único que conservaram mais tarde.

## Regresso a França
No final da guerra em França, voltou ao país com o marido, que, primeiro foi nomeado comissário da República (delegado do Governo) em Marselha, e depois teve outros cargos políticos em Paris.
Depois da guerra Lucie Aubrac serviu os comités consultivos do governo provisório de Charles de Gaulle. As suas habilitações para ensinar história foram restauradas e ela voltou a leccionar. Também participou em campanhas pelos Direitos Humanos.
Lucie Aubrac continuou a sua acção militante na Amnistia Internacional e numa organização de mulheres pela igualdade, que, entre outras acções, se destacou recentemente devido à actuação em prol dos imigrantes ilegais.

## Últimos anos
Em 1984 Lucie Aubrac publicou as suas memórias sob o título Ils partiront dans l'ivresse ("Eles partirão com arrogância"). O título francês refere-se à frase-código que os Aubracs ouviram pelo rádio, para saberem que era seguro para eles partir para Londres. De qualquer forma, o livro foi traduzido para o inglês como Outwitting the Gestapo (algo como "Passando a perna na Gestapo").
A sua vida inspirou o filme Lucie Aubrac, no ano de 1997. Este filme baseia-se vagamente nos eventos que rodearam a libertação do seu marido.

## Morte
Lucie Aubrac morreu em Issy-les-Moulineaux, próximo de Paris, no dia 14 de Março de 2007, aos 94 anos de idade.